# 만노이케 저수지
만노이케(まんのういけ)는 가가와현 나카타도군 만노초에 위치한 일본최대의 관개용 저수지이다. 승려 구카이가 개보수에 관여한 것으로도 유명하다. 호수 둘레길이 약 20km, 저수량 1,540만 톤의 크기이다.

## 역사
- 701년-704년경(다이호 연간): 사누키 국(가가와현의 옛 명칭)의 지방장관 미치모리 아손이 처음 건설.
- 818년(고닌9년): 홍수로 둑이 붕괴됨
- 821년(고닌12년): 조정은 재건을 위해 미치노마비토 하마쓰구를 파견, 복구공사에 착수하지만 난항을 겪음.
- 821년(고닌12년): 구카이가 특별히 파견되어 약 3개월만에 개보수 완료. 이후에도 복구와 붕괴는 반복됨
- 1184년(겐랴쿠 원년): 에 둑이 무너진 후 1631년(간에이8년)에 복구될 때까지 그대로 방치되어 저수지 터에는 민가와 밭들이 들어서 마을을 형성함.(이케노우치무라)
- 1628년(간에이5년): 사누키 국 영주 이코마 다카토시의 명령으로 건축을 담당했던 니시지마 하치베가 개보수 사업 착수
- 1631년(간에이8년): 개보수 사업완료
- 1854년(가에이7년): 지진으로 붕괴
- 1870년(메이지3년): 복구공사 완료.
- 1905년(메이지38년): 제1차 둑높이기 공사 착수. 제방을 3샤쿠(약1미터) 높임.
- 1906년(메이지39년): 1월 제1차 둑높이기 공사 완성
- 1927년(쇼와2년): 10월 제2차 둑높이기 공사 착수. 제방을 5샤쿠(약 1.8미터) 높임.
- 1930년(쇼와5년): 12월 제2차 둑높이기 공사 완성.
- 1941년(쇼와16년): 4월 제3차 둑높이기 공사 착수. 제방을 6ｍ 높임.
- 1959년(쇼와34년): 제3차 둑높이기 공사 및 아마가와 도수로 완성
- 1996년(헤이세이8년): 일본 소리 풍경100선에 선정됨.- 환경청 선정
- 2000년(헤이세이12년): 『만노이케통문』이 국가등록유형문화재(건조물)에 등록됨.
- 2005년: 댐･호수 100선에 선정됨. - 재단법인 댐수원지 환경정비센터 선정
- 2010년: 저수지 100선에 선정됨- 농림수산성 선정

## 데이터
현재 데이터
- 제방형식: 토언제 형식
- 제고: 32.0m
- 제장: 155.8m
- 둘레: 19.7km
- 저수량: 15,400,000m³
- 만수면적: 138.5ha
- 저수지면적: 142.1ha
- 관개면적: 3,239ha

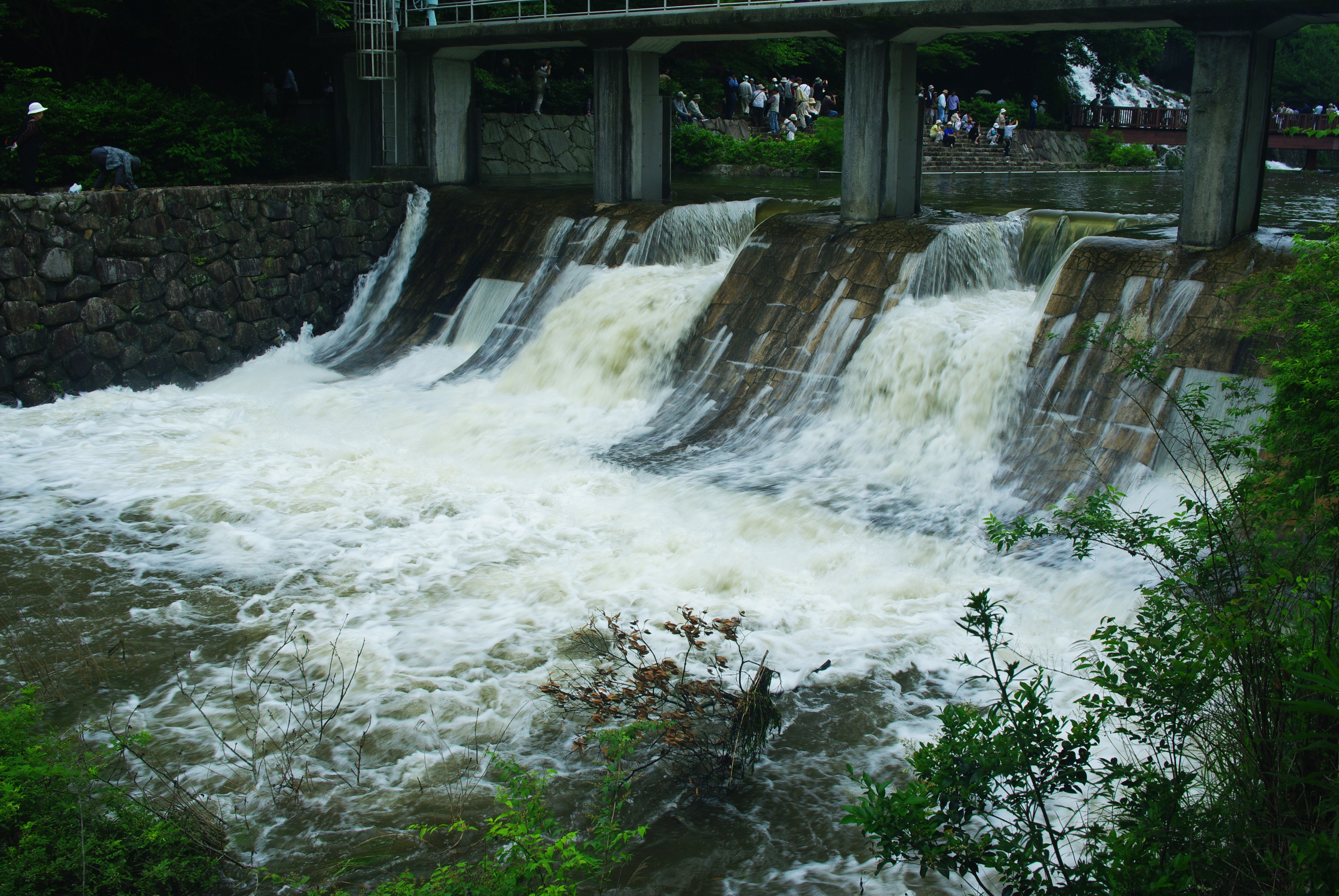

- 수원: 곤조가와 강、도키가와 강（아마가와 도수로）
- 비고: 만노이케통문은 등록유형문화재

821년(고닌12년) 복구 당시 데이터
- 제고: 22m
- 둘레: 2리25초（약10.58km）
- 면적: 81초부（약81ha）
- 저수량: 5,000,000m³이상
- 수원: 곤조가와 강

1631년(간에이8년) 복구 당시 데이터
- 제고: 12켄반(약22.5m)
- 제장: 45켄(약81m)
- 둘레: 4501켄(약8km)
- 저수량: 35,814고쿠(약6,400m3)（나카군，우타군，다도군）
- 수원: 곤조가와 강

둑높이기 공사 당시의 개별데이터
- 제1차 둑높이기 공사: 저수량: 6,602,000m³
- 제2차 둑높이기 공사: 저수량: 7,800,000m³
- 제3차 둑높이기 공사: 저수량: 15,400,000m³

## 유루누키

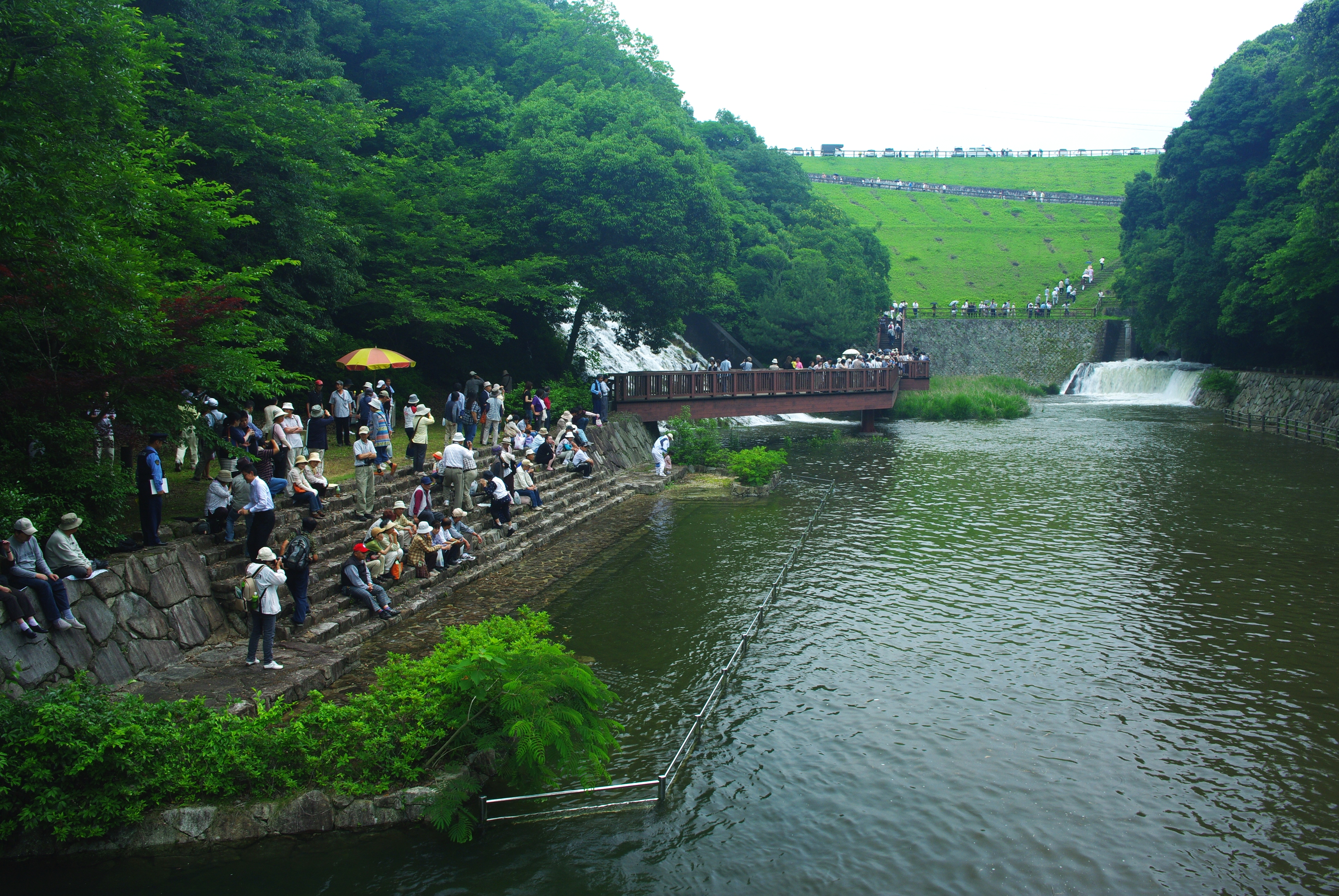

매년6월 중순부터 1초당 4m3의 농업용수를 방류하면서 사누키평야에서는 일제히 모내기가 시작된다. 이 유루누키 소리와 저수지 아래쪽에 조성된「호타루미공원(역:반딧불관찰공원)」의 시냇물소리는 「만노이케의 유루누키와 시냇물 소리」라는 이름으로 일본 소리풍경100선에 선정되었다.

## 갤러리

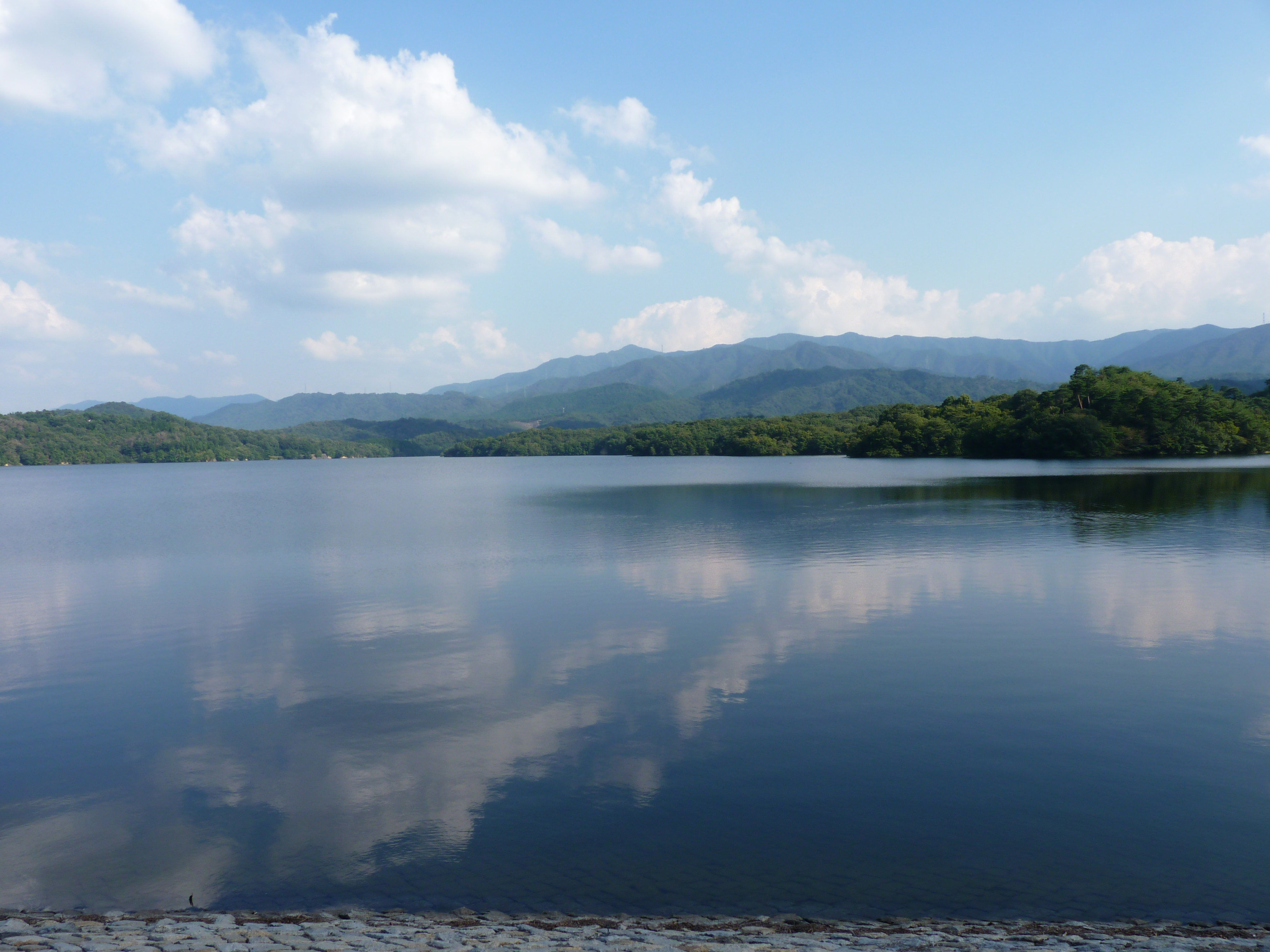
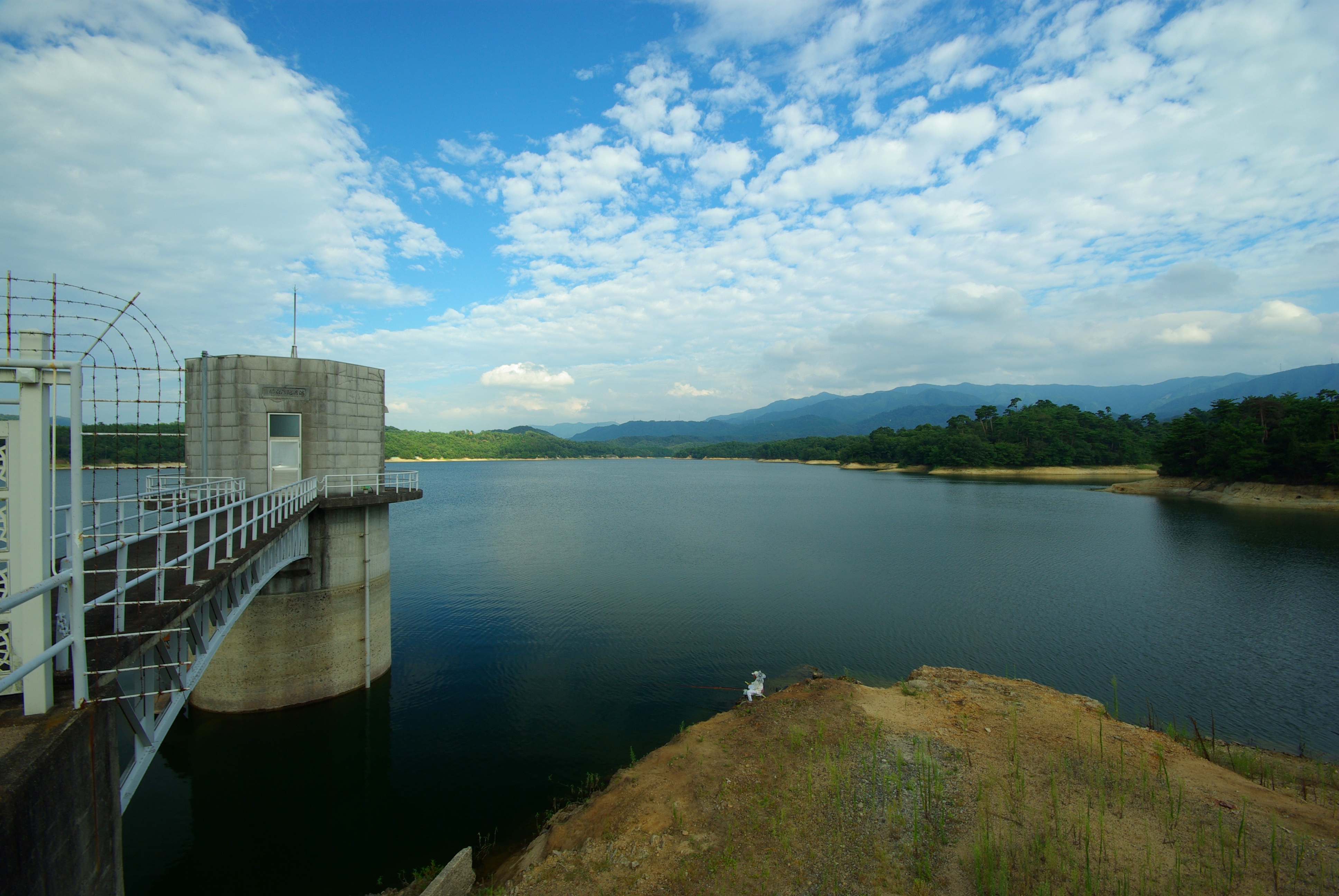
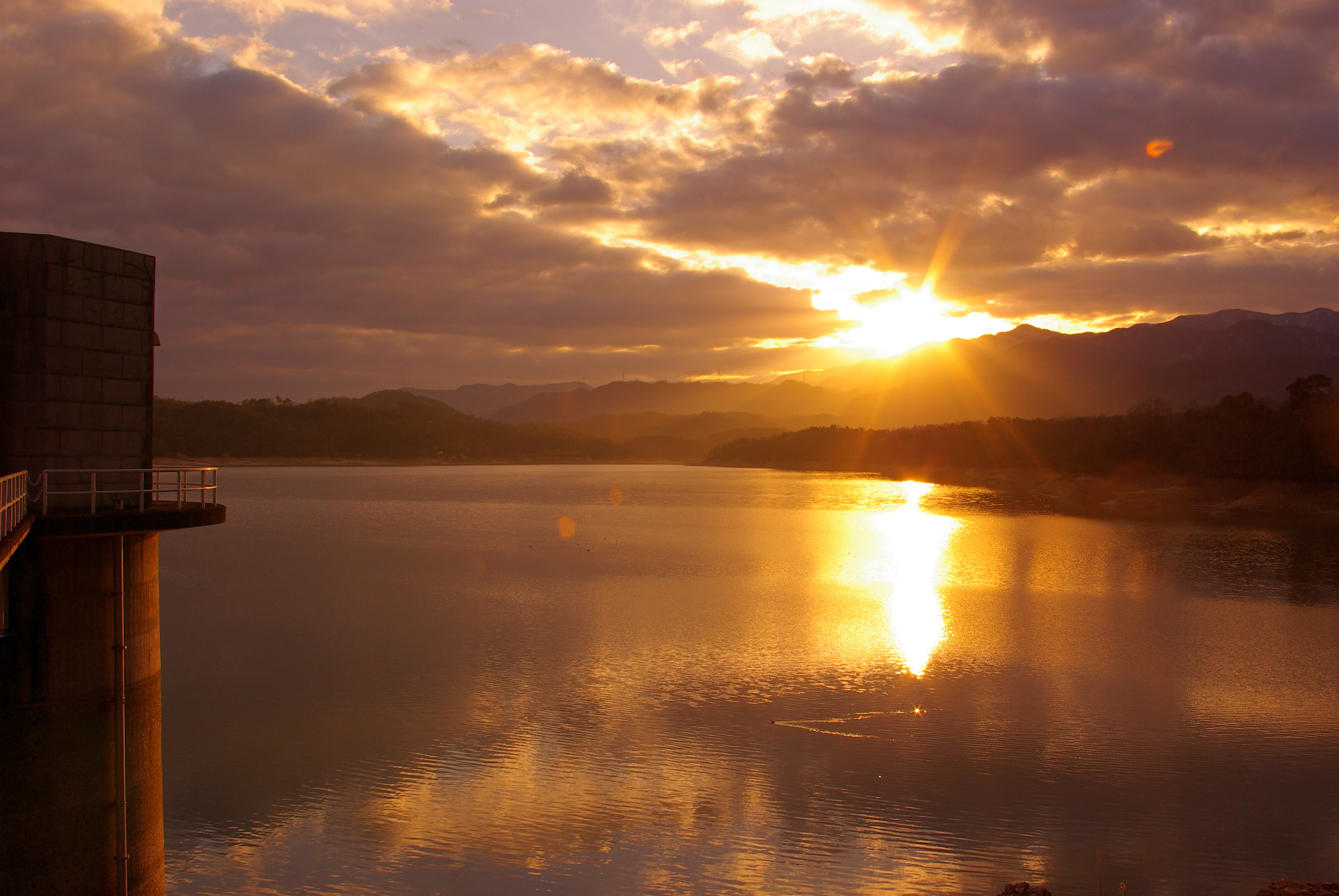
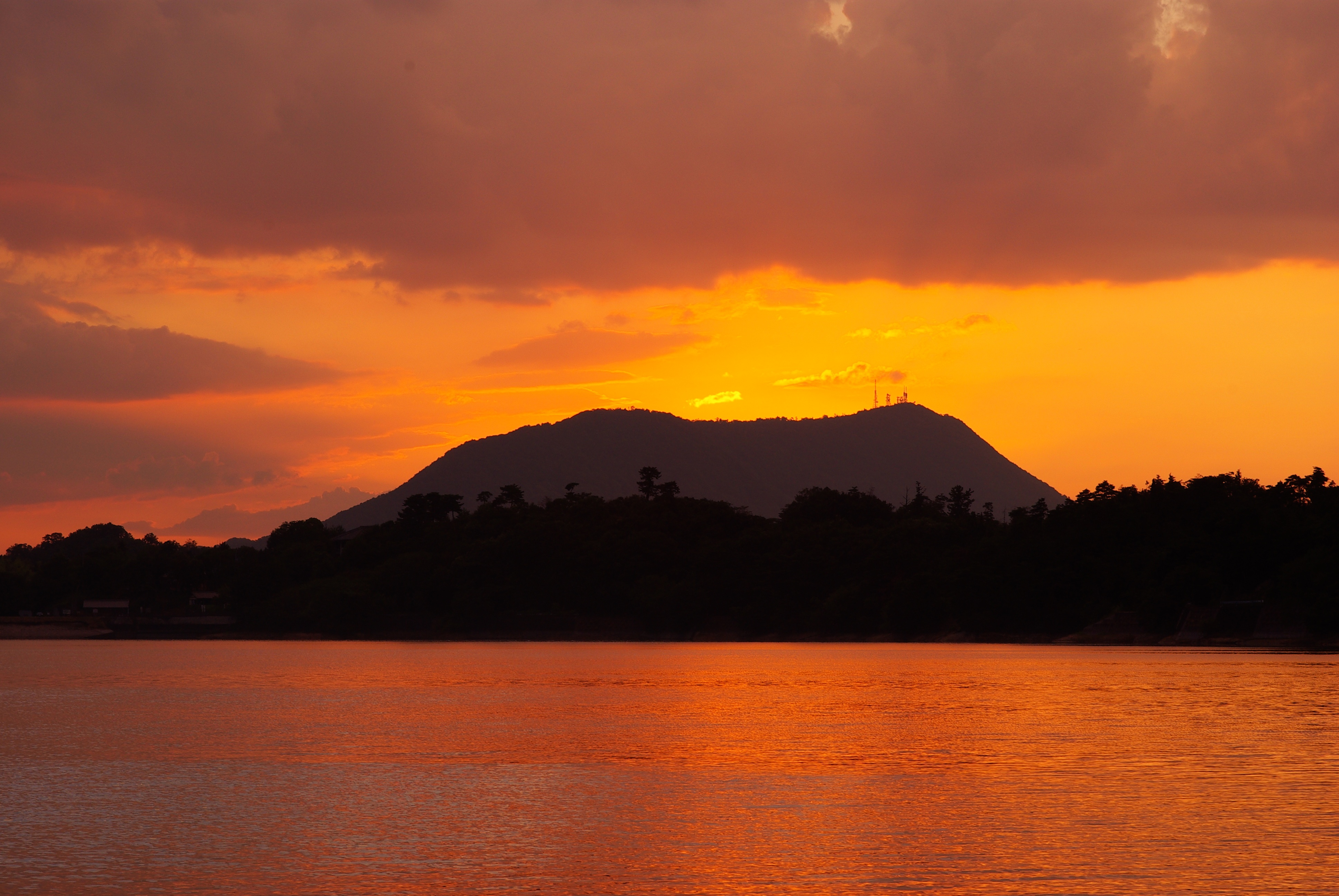
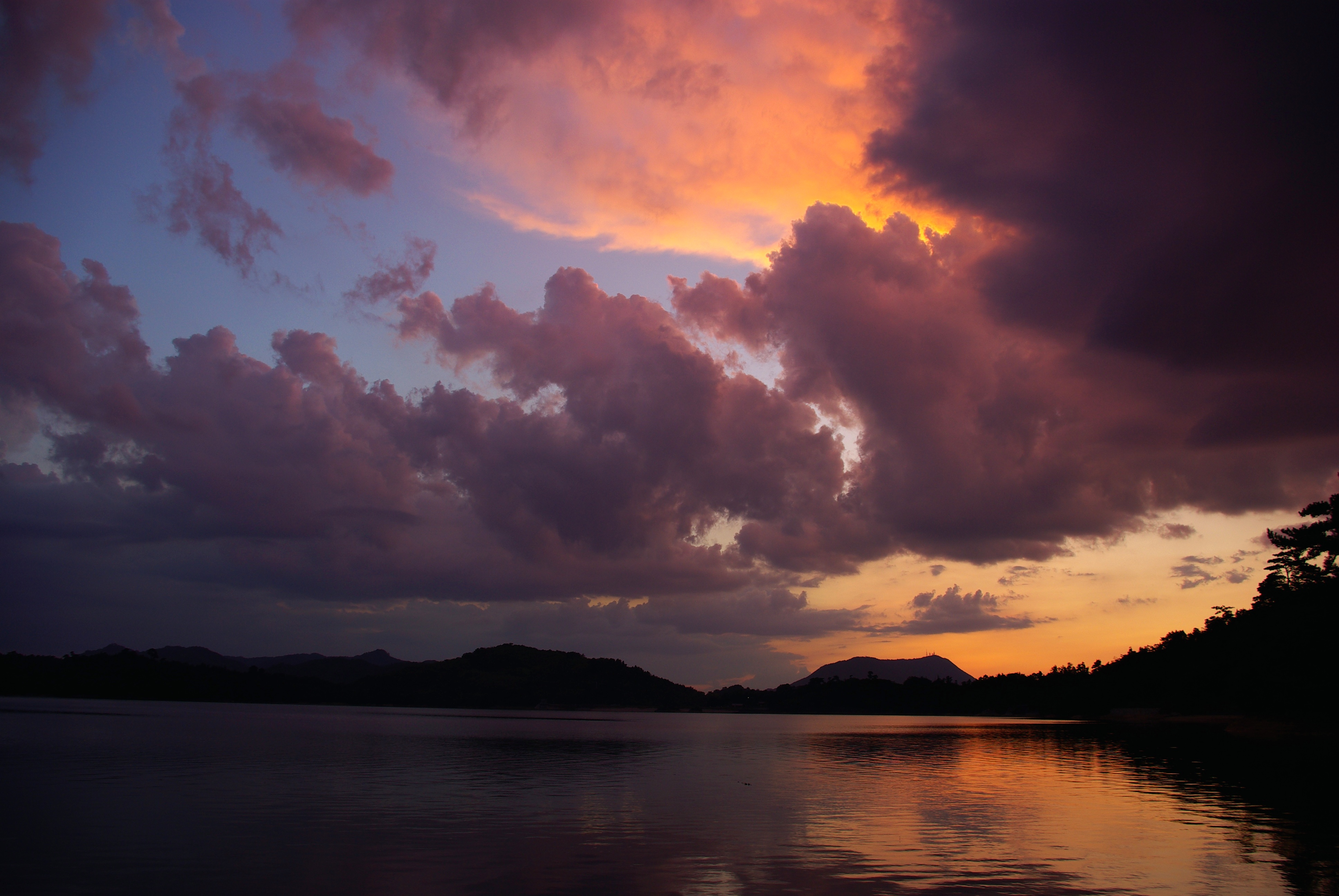
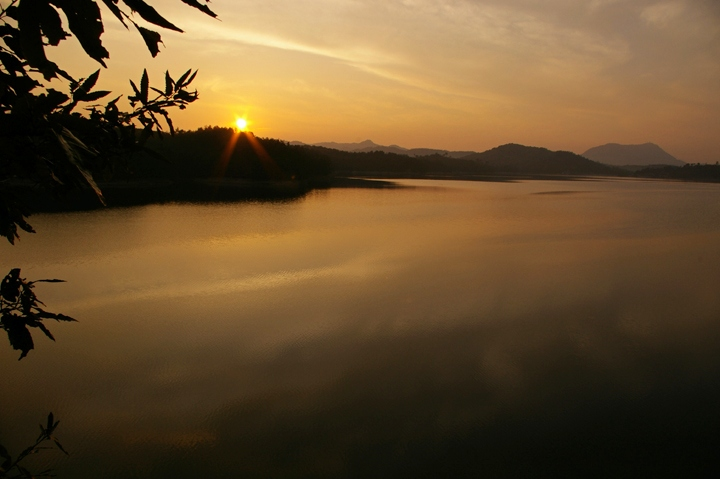
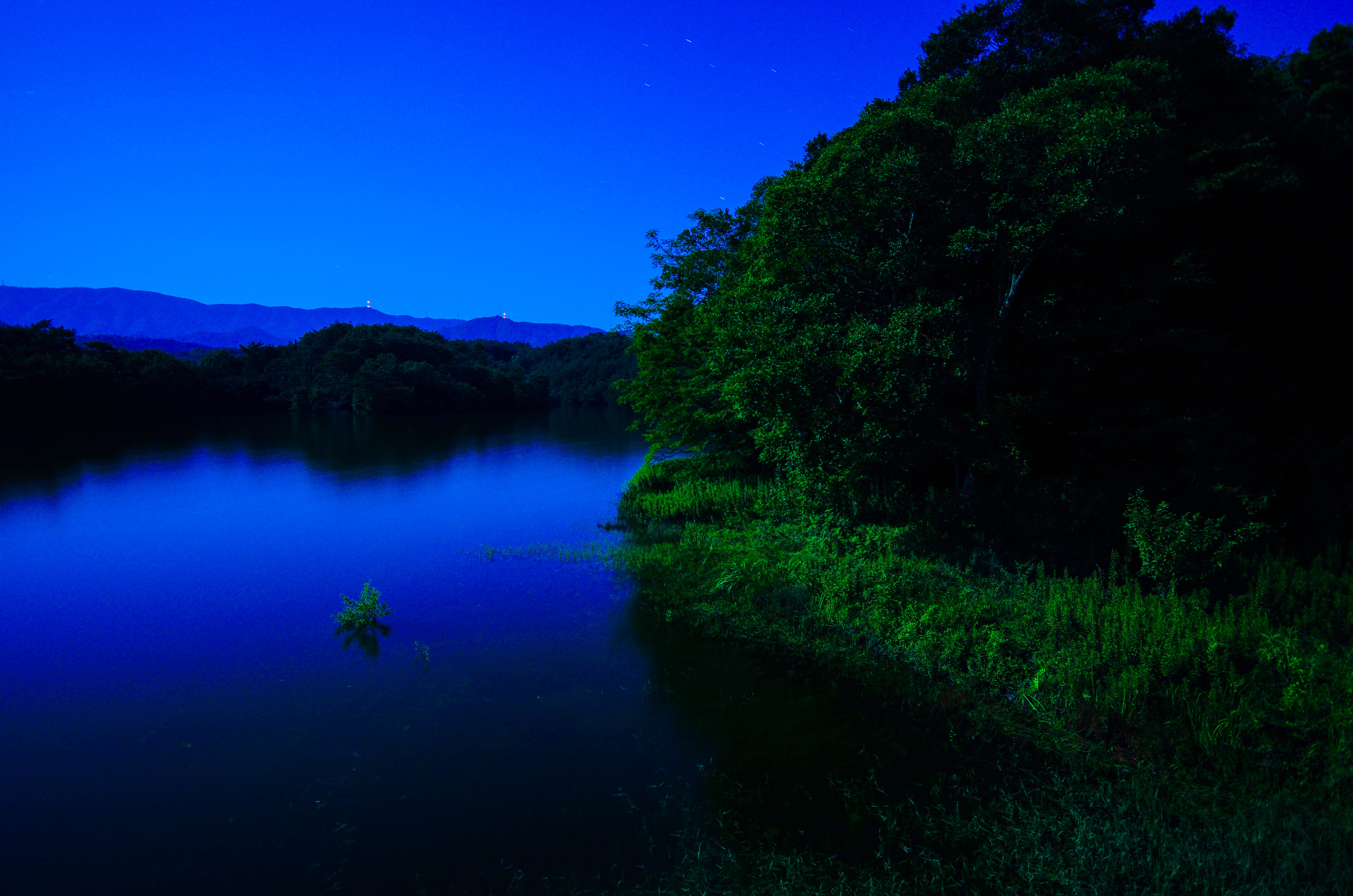
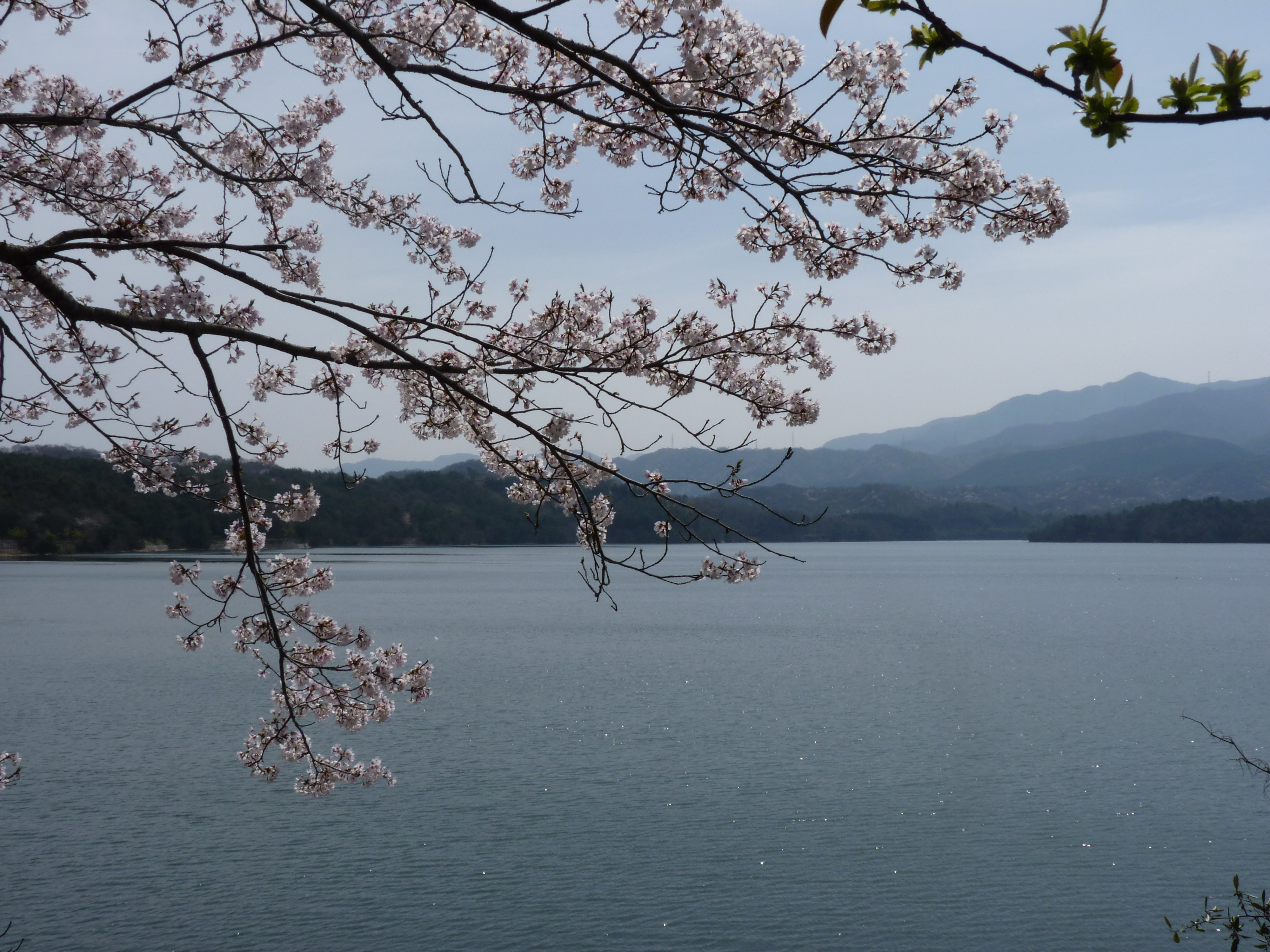
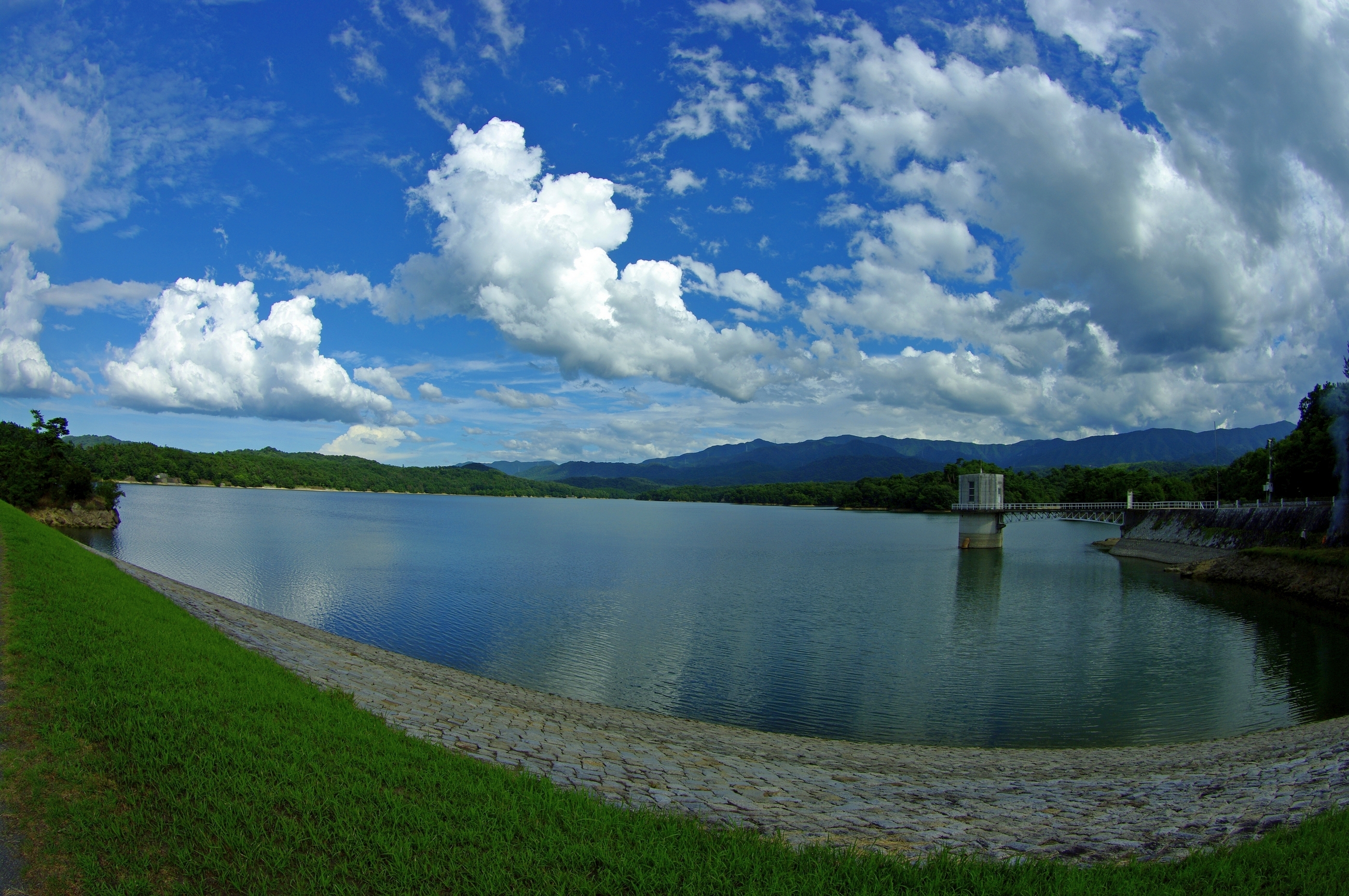
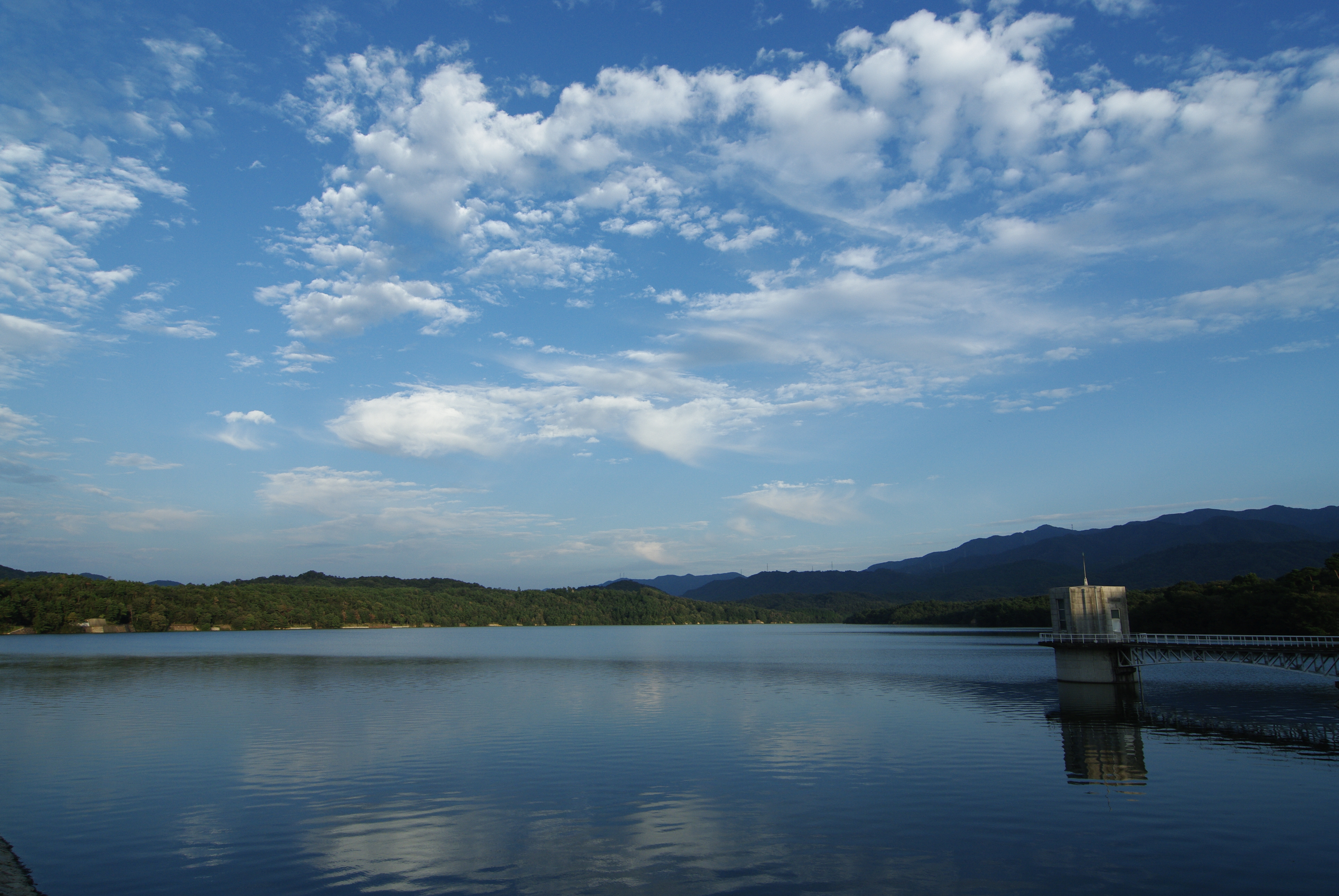
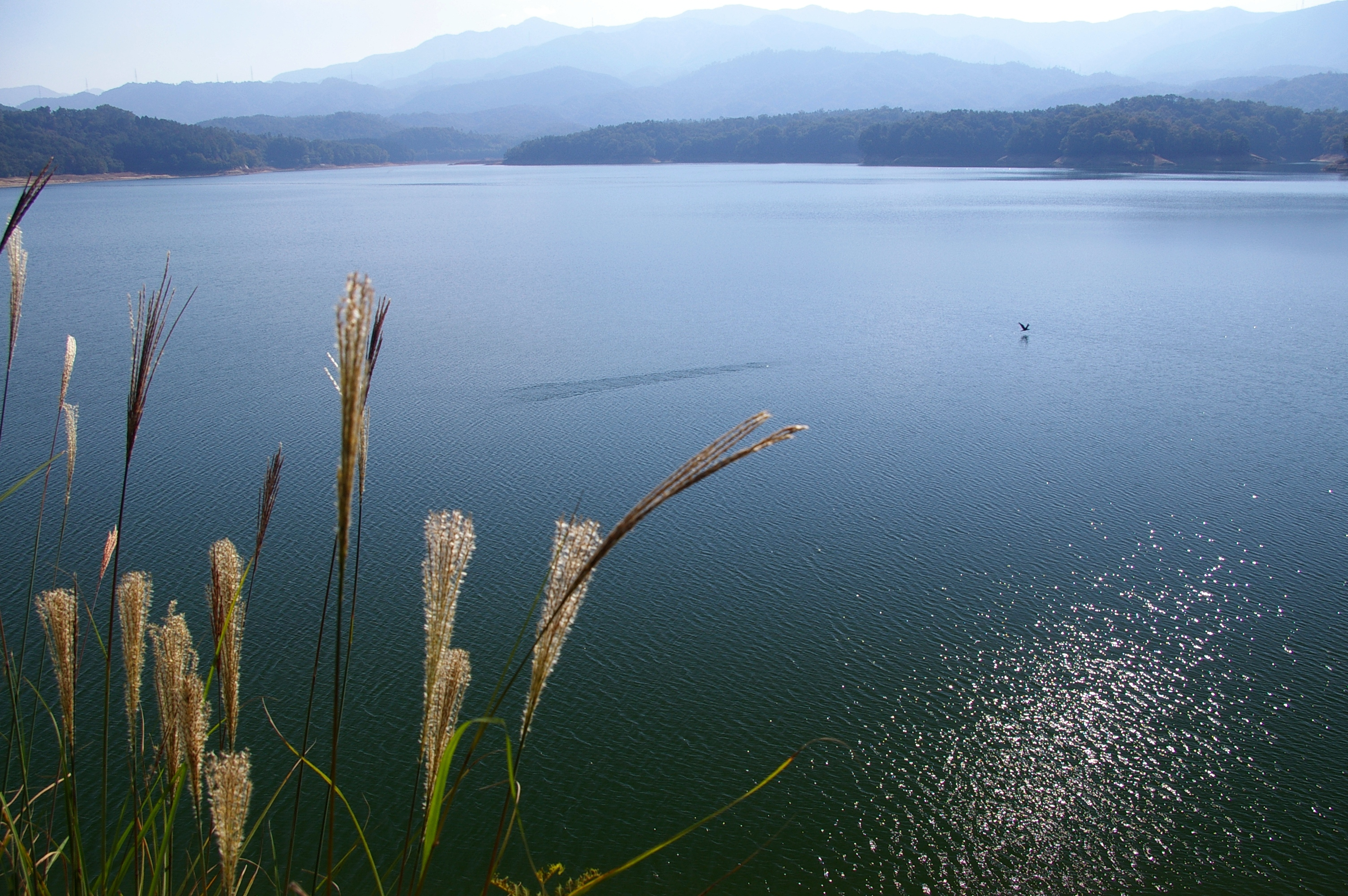
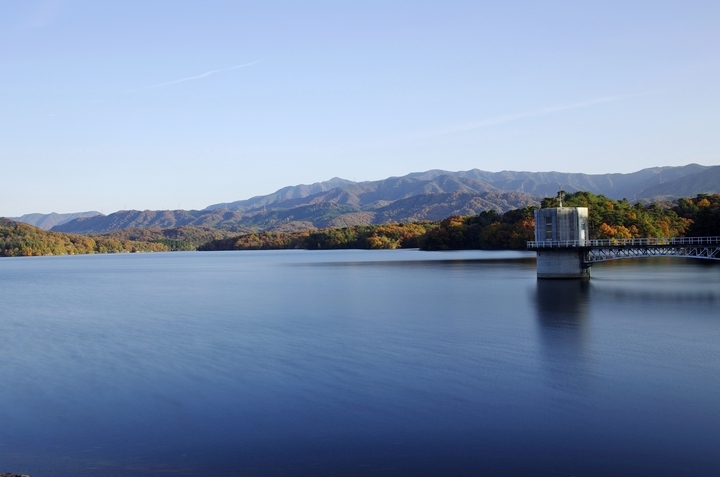
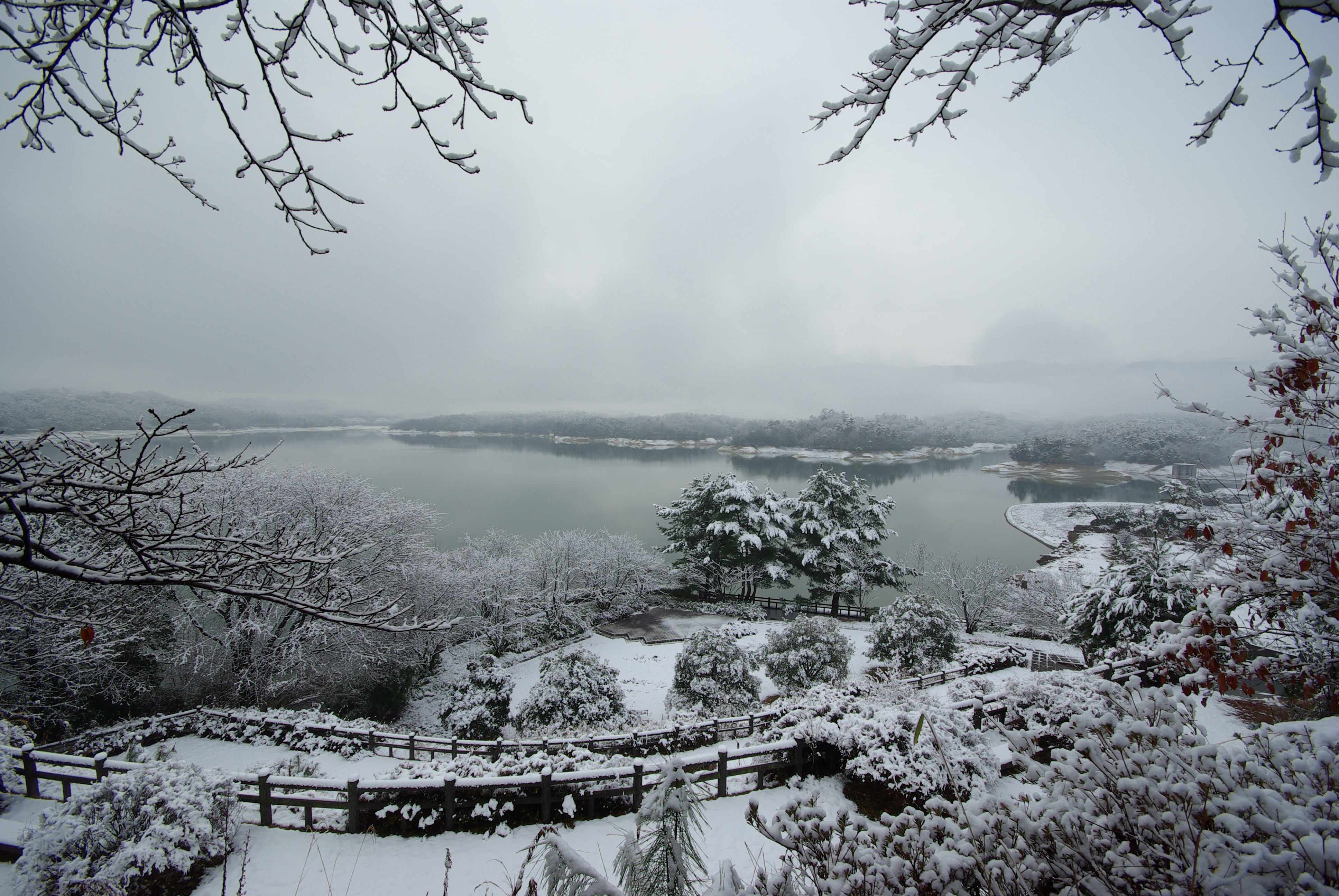
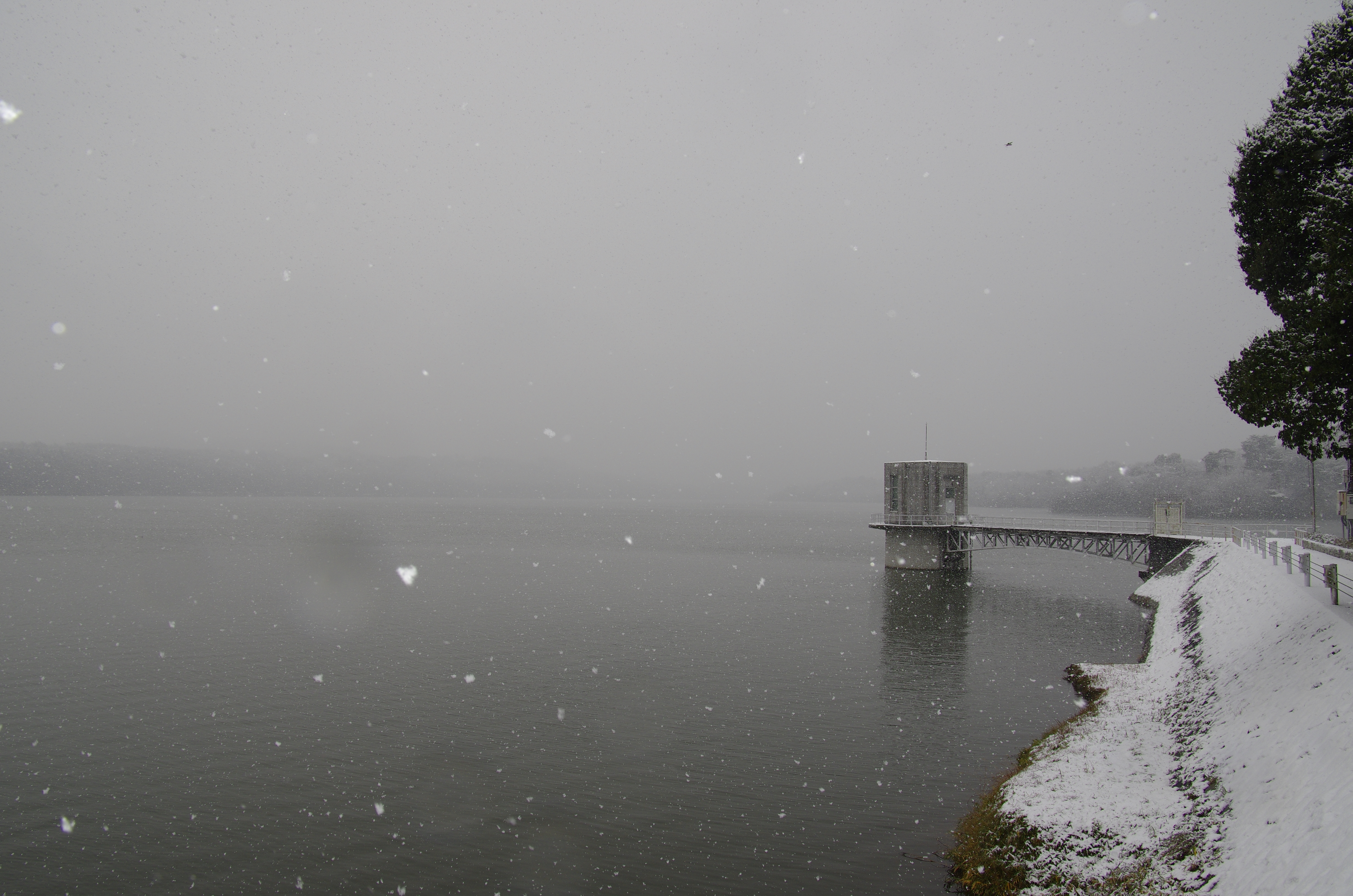
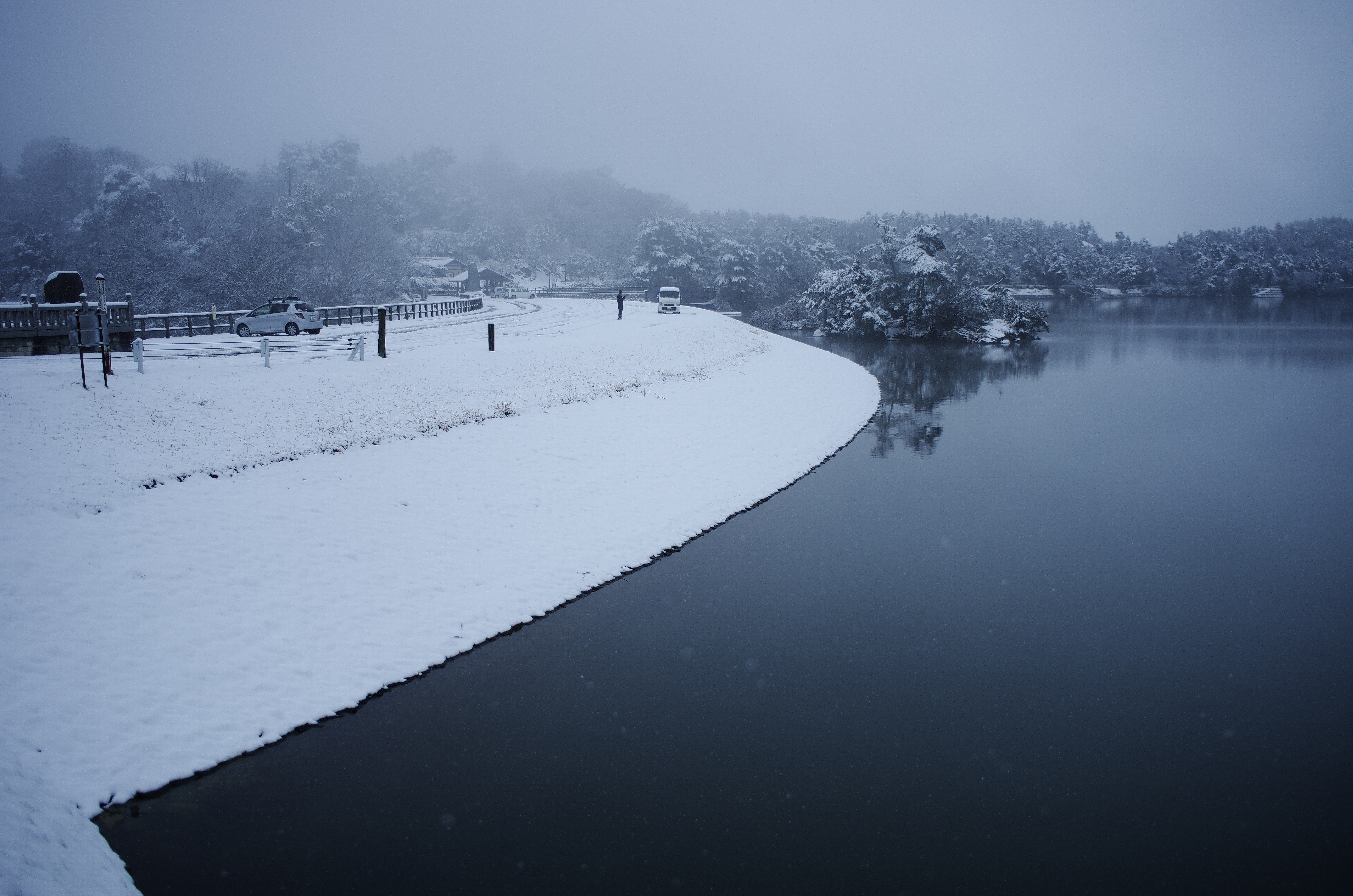

## 교통
- 자동차:

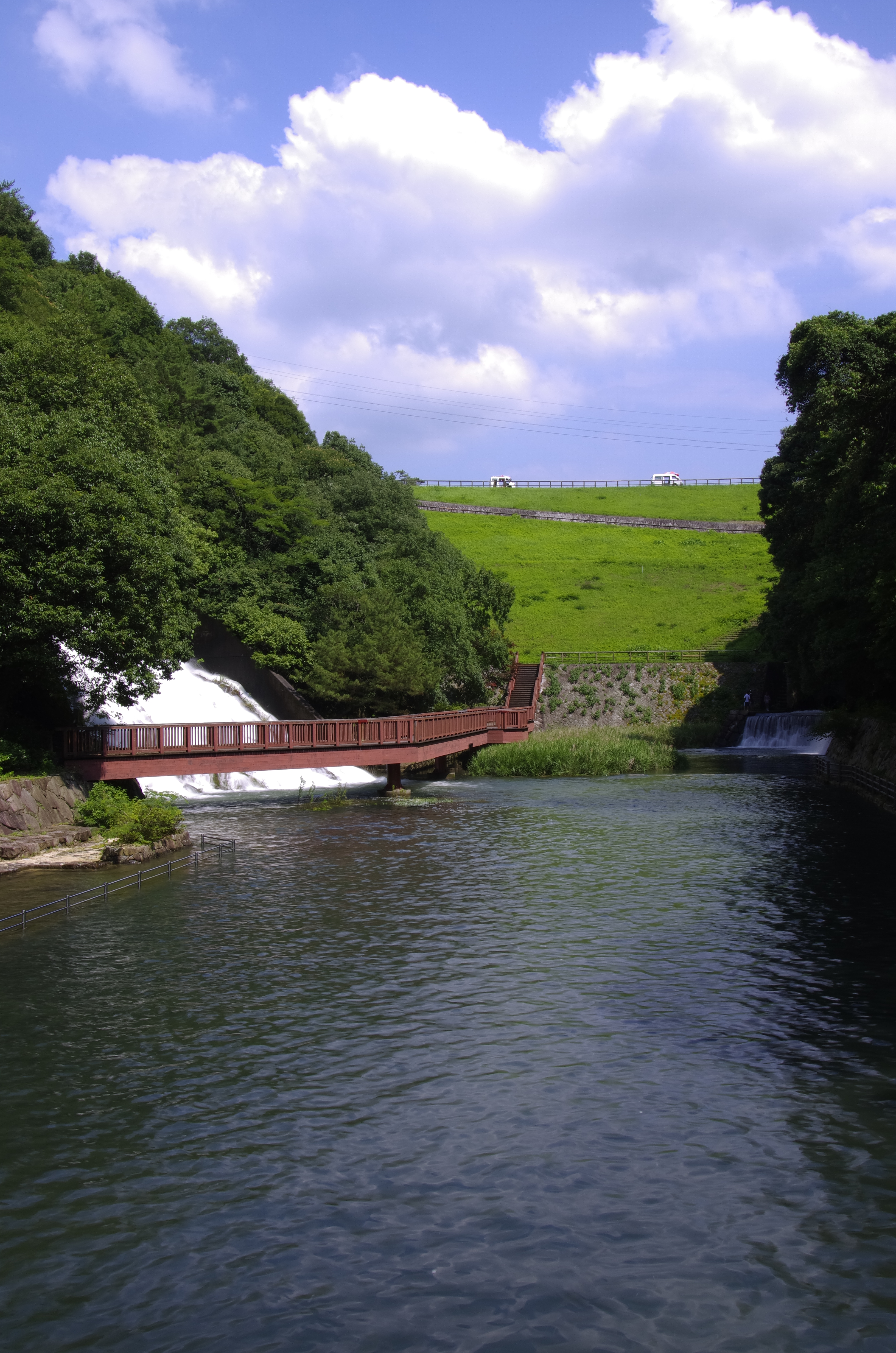

<오카야마, 에히메 방면에서>다카마쓰 자동차도로, 젠쓰지 인터체인지에서 약30분
<도쿠시마 방면에서> 도쿠시마자동차도로, 미마 인터체인지에서 약55분
- 전철:

<JR> 고토히라역에서 택시로 약 15분

<고토덴> 고토덴 고토히라 역에서 택시로 약 20분/오카다 역에서 택시로 약 15분
- 비행기:

<다카마쓰 공항> 택시로 약 55분